# 高島平蔵
高島 平蔵（たかしま へいぞう、1922年10月6日 - 2009年8月21日）は、日本の法学者。専門は民法。学位は、法学博士（早稲田大学・論文博士・1970年）（学位論文『近代的物権制度の展開と構成』）。早稲田大学名誉教授。東京都生まれ。

## 略歴
- 1922年10月6日 東京都八王子市に生まれる
- 1940年4月 第二早稲田高等学院入学
- 1942年3月 第二早稲田高等学院卒業
- 1942年4月 早稲田大学法学部英法科入学
- 1944年9月 早稲田大学法学部英法科卒業
- 1945年9月 早稲田大学大学院（旧制）入学
- 1947年4月 高等試験司法科試験合格
- 1947年12月 早稲田大学法学部助手
- 1949年4月 早稲田大学法学部専任講師
- 1952年4月 早稲田大学法学部助教授
- 1956年4月 早稲田大学法学部教授
- 1959年9月 早稲田大学第一法学部教務主任
- 1962年4月 在外研究員としてドイツ留学
- 1966年3月 早稲田大学第二法学部長
- 1967年4月 文部省大学院設置審議会大学設置分科会専門委員
- 1968年4月 早稲田大学大学院教務委員
- 1970年4月 国家公務員採用上級試験専門委員
- 1970年9月 早稲田大学より法学博士の学位を受ける（学位論文『近代的物権制度の展開と構成』）
- 1972年10月 日本私法学会理事
- 1976年7月 早稲田大学評議員
- 1976年9月 早稲田大学大学院法学研究科委員長
- 1993年3月 早稲田大学名誉教授
- 1998年 勲三等瑞宝章を受章[1]
- 2009年8月21日 肺炎のため死去[1]

## 人物
物権法・担保物権法を中心に研究し、同分野では確固たる学問的地位を確立した。また、方法論としての民法解釈学についても大きな足跡を残し、早稲田大学法学部の最終講義では「民法解釈学について」というテーマで記念講義をした。法学教育にも熱心で、早稲田大学法学会傘下の学生研究サークル「民法研究会」を30年余りにわたって顧問として指導し、同会の主催する模擬裁判は早稲田大学法学部の伝統を築いた。他方、大学では第二法学部長、大学院法学研究科委員長、早稲田大学法学会会長、評議員を歴任し、学外では国家公務員I種試験専門委員、文部省大学院設置審議会大学設置分科会専門委員、日本私法学会理事を務めるなど、大学行政においても活躍した。

## 研究テーマ
- 民法
- 物権法
- 担保物権法

## 主要著書
- 『物権法（共著）』（敬文堂、1960年）
- 『民法総則（法律基本問題双書3）』（成文堂、1968年）
- 『近代的物権制度の展開と構成』（成文堂、1969年）
- 『民法総論（上）（中）（下）』（敬文堂、1970年、1972年、1982年）
- 『物的担保法論I』（成文堂、1977年）
- 『抵当権と用益権（民法総合判例研究叢書(16)）』（一粒社、1977年）
- 『民法講義(2)物権（大学双書・共著）』（有斐閣、1977年）
- 『物権法学の基礎理論（第一・第二分冊）』（敬文堂、1978年）
- 『判例教室民法』（法学書院、1978年）
- 『口述担保物権（共著）』（有斐閣、1981年）
- 『民法学の歳月』（敬文堂、1981年）
- 『ビジネス法学入門』（敬文堂、1983年）
- 『物権法制の基礎理論』（敬文堂、1986年）
- 『債権総論』（成文堂、1987年）

## 門下生
- 近江幸治
- 田山輝明